# Realschule Schloss Wittgenstein
Die Realschule Schloss Wittgenstein (kurz RSW) ist eine private Realschule am Schloss Wittgenstein in Bad Laasphe, Nordrhein-Westfalen. Angeschlossen an das Schulgebäude ist das Gymnasium Schloss Wittgenstein. Zurzeit (Stand 2019) unterrichten 22 Lehrer 16 Klassen.

## Geschichte
Die Schule wurde im Jahr 1954 gegründet und bis zum Jahre 1974 nur von männlichen Schülern im Alter zwischen 11 und 16 Jahren besucht. Bis zum gleichen Zeitpunkt war die Schule im Wesentlichen ein Internat, seit 1974 können auch Schüler aus der näheren Umgebung die Schule besuchen. Da die Schule die einzige Realschule in Bad Laasphe ist und damit auch öffentliche Funktionen erfüllt, kommen derzeit (2014) etwa die Hälfte der Schüler aus Bad Laasphe, etwas über 10 % sind Internatsschüler und die anderen kommen aus der näheren Umgebung.
Die Schulgemeinschaft nimmt jedes Jahr an verschiedenen Veranstaltungen teil. Dazu gehört u. a. der schuleigene Weihnachtsmarkt, der zusammen mit dem auch am Schloss Wittgenstein gelegenen Gymnasium Schloss Wittgenstein veranstaltet wird. Jedes Jahr finden die Bundesjugendspiele statt, die in sieben verschiedenen Disziplinen durchgeführt werden (Sprint, 800-Meter-Lauf, Hoch- und Weitsprung, Kugelstoßen etc.).
Im Jahre 1991 wurde die Schule um den sogenannten „Bau 75“ mit vier weiteren Klassenräumen erweitert. Derzeit besuchen ca. 400 Schüler die Schule (Stand März 2019). Bis zum 31. Juli 2019 war Klaus Teuchert Schulleiter, seit dem 1. August 2019 ist es Melanie Dietrich.

## Besonderes
Die Schule bietet zahlreiche Arbeitsgemeinschaften (AG) an.
Das Schloss Wittgenstein ist eine der wenigen Schulen in Deutschland, die über ein Internat mit Reiterhof verfügen. Dort erhalten Schüler in Arbeitsgemeinschaften eine Einführung über Pflege und Haltung von Pferden, der Schwerpunkt liegt auf der Tierhaltung und dem Umgang mit den Pferden. Das Gelände des Schlosses Wittgenstein umfasst mehr als 34.000 m².
Die VWS sorgt dafür, dass die nicht im Internat wohnenden Schüler die Schule mobil erreichen können.